# Culicicapa helianthea
Culicicapa helianthea é uma espécie de pássaro da família Stenostiridae.
Pode ser encontrada nos seguintes países: Indonésia e o Filipinas.
Os seus habitats naturais são: regiões subtropicais ou tropicais húmidas de alta altitude.